# Mikaela Cojuangco-Jaworski
Mikaela María Antonia de los Reyes „Mikee“ Cojuangco-Jaworski (* 26. Februar 1974) ist eine philippinische Schauspielerin, Moderatorin und Springreiterin.

## Leben
Mikaela Cojuangco-Jaworksi wuchs als dritte von fünf Töchtern des Politikers José Cojuangco in der Provinz Tarlac auf. Sie ist eine Nichte der früheren Präsidentin Corazon Aquino, sowie eine Cousine der Schauspielerin Kris Aquino und des ehemaligen Präsidenten Benigno Aquino III.
Mikaela studierte an der Ateneo de Manila University und schloss ihr Studium mit einem Bachelor of Arts im Fach Psychologie ab. Sie ist mit dem Politiker Robert Jaworski jr. verheiratet, mit dem sie drei Söhne hat.

## Karriere

### Sport
Mikaela Cojuangco-Jaworski kam mit 10 Jahren zum Reitsport. Im Alter von 16 Jahren nahm sie erstmals an einem internationalen Turnier im japanischen Shizuoka teil. Bei den Asienspielen 2002 in Busan (Südkorea), gewann sie die Goldmedaille in der Einzelwertung des Springreitens. Mit der Mannschaft gewann sie zudem Silber. Bei den Südostasienspielen 2005 in Manila gewann sie mit der Mannschaft Gold.
Obwohl sie nicht aktiv teilnahm, wurde sie für die Asienspiele 2010 in Guangzhou zur Flaggenträgerin der philippinischen Mannschaft gewählt.

### Film und Fernsehen
Seit 1994 ist Mikaela Cojuangco-Jaworski als Schauspielerin aktiv. Sie trat in mehreren philippinischen Komödien, Musicals und Actionfilmen auf. Zudem absolviert sie regelmäßige Auftritte in Fernsehshows und arbeitet als Model.

## IOC-Mitgliedschaft
2013 wurde Mikaela Cojuangco-Jaworski zum IOC-Mitglied gewählt. Sie ist Mitglied der Kommissionen für Kommunikation, für die olympische Bildung und des Olympic Channel, des TV-Senders des IOC.